# سیارک ۱۷۲۵۸
سیارک ۱۷۲۵۸ (به انگلیسی: 17258 Whalen، نامگذاری:2000HK90) هفده هزار و دویست و پنجاه و هشتمین سیارک کشف شده‌است که در ۲۹ آوریل ۲۰۰۰ کشف شد.
قدر مطلق سیارک برابر ۸.۵ است.